# Medina del Campo
Medina del Campo là một đô thị trong tỉnh Valladolid, Castile và León, Tây Ban Nha.

## Địa lý
Medina ở phía tây nam của tỉnh Valladolid, cách 45 km từ thủ phủ của tỉnh. Nó ở độ cao 721m trên mực nước biển.